# Gentiana decora
Gentiana decora là một loài thực vật có hoa trong họ Long đởm. Loài này được Pollard mô tả khoa học đầu tiên năm 1900.